# Naoki Matsuda
Naoki Matsuda, född 14 mars 1977 i Gunma prefektur i Japan, död 4 augusti 2011, var en japansk fotbollsspelare.